# Paromalus didymus
Paromalus didymus är en skalbaggsart som beskrevs av Sylvain Auguste de Marseul 1855. Paromalus didymus ingår i släktet Paromalus och familjen stumpbaggar. Inga underarter finns listade i Catalogue of Life.